# نصب تذكاري لكولومبوس (برشلونة)
النصب التذكاري لكولومبوس (بالكاتلانية: Monument a Colom) هو مجموعة نحتية تقع في ميدان بورتال دي لا باث في مدينة برشلونة الإسبانية في حي ثيوتات فيا. تم بناءه تكريمًا لذكرى المستكشف كريستوفر كولومبوس. ويقع هذا البناء العمودي في نقطة تقاطع شارع لارامبلا مع ممر كولومبوس أمام الميناء القديم ببرشلونة. كان كاييتانو بويجاس هو صاحب فكرة المشروع، فيما شارك في التصميم النحتي والزخرفي العديد من الفنانين أمثال إدوارد بي ألينتورن أتشي وبيري كاربونيل ومانويل فوخا وجوسيب ليمونا وروسيند نوباس وأنطوني فيلانوفا وفرانثسك باخيس وأجابيت فالميتخانا، فيما عمل أليخاندرو وولجيموث على صهر المعدن.
تم تشيد النصب التذكاري في سياق أعمال تحسين ساحل برشلونة بمناسبة انعقاد المعرض العالمي في برشلونة في عام 1888. وتم افتتاحه، أثناء المعرض، في 1 يونيو عام 1888، وتحول إلى واحدة من أهم الرموز والأيقونات المميزة والأكثر شهرة في المدينة. ويوجد في داخل هذا العمود مصعد يُتيح الصعود إلى نصف الكرة تحت قدمي التمثال حيث يمكن رؤية المدينة.
وقد تم تسجيل هذا المعلم بوصفه من المعالم الثقافية ذات الأهمية المحلية أثناء عملية جرد وحصر معالم التراث الثقافي الكتالونية بكود رمزه 08019/859.

## الوصف

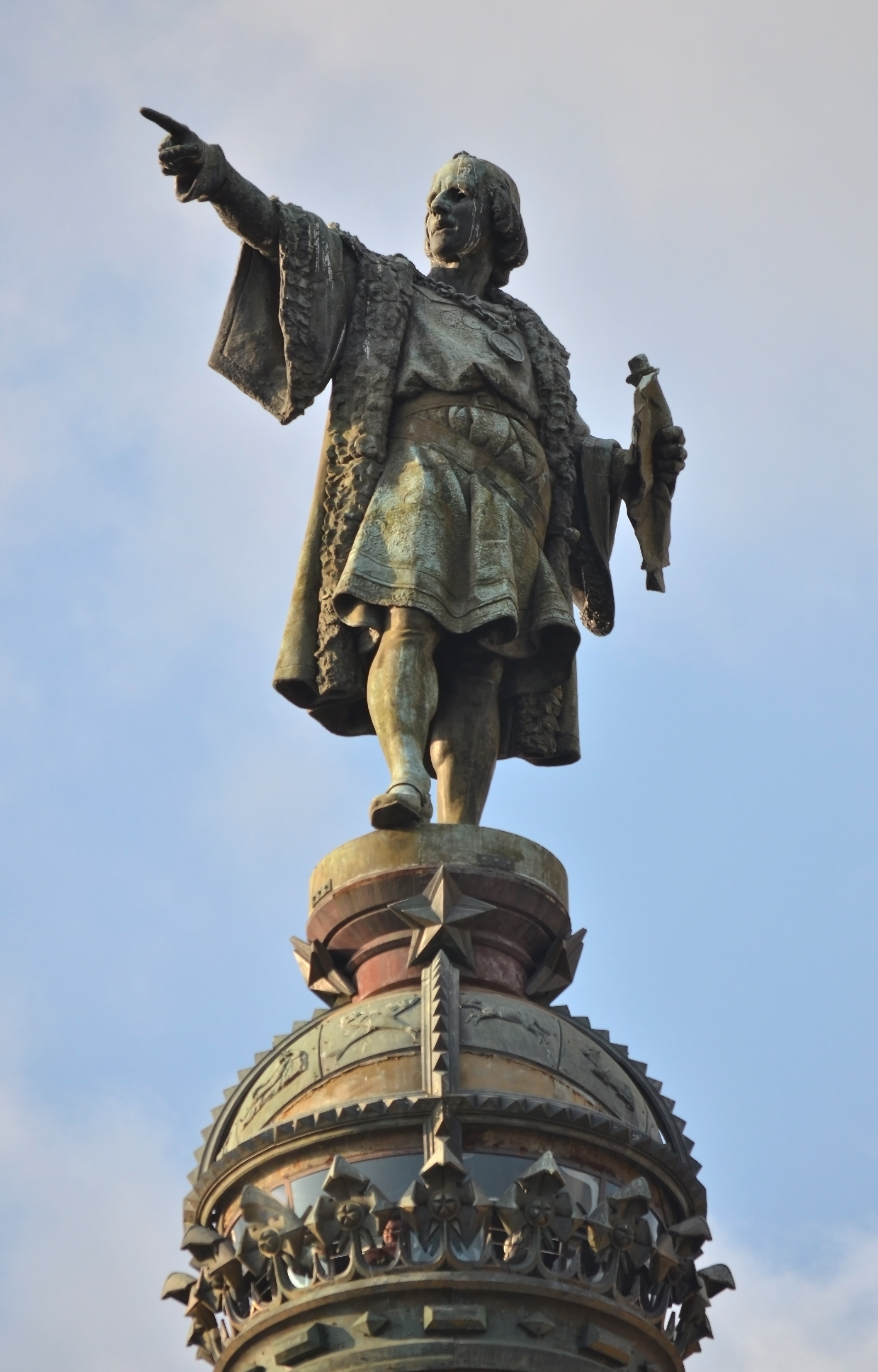
نصب تذكاري لكولومبوس، برشلونة، إسبانيا.

يصل طول النصب التذكاري إلى 57 متر وينقسم إلى ثلاثة أقسام: قاعدة دائرية، مع أربع أقسام من السلالم، باتساع 6 أمتار لكل واحد، وقم تم تزيينها بثمانية تماثيل من الأسود مع النحت الغائر لثمانية دروع للمحافظات الإسبانية والأعمال الرئيسية التي قام بها كولومبوس؛ مع مضلع مكون من ثمانية جوانب، أربعة منهم قد تم ترتيبهم ووضعهم كدعامات على هيئة صليب مع تماثيل رمزية لكتالونيا وأرجون وقشتالة وليون، فضلًا عن العديد من الشخصيات ذات الخلفيات المتعددة التي ساعدت كولومبوس مثل الأراجوني بيرناط بويل والكتالونيين بيري دي مارجاريت وجاومي فيرير دي بلانيس والبلنسي لويس دي سانتانخيل. وبالتوالي، قد تم ربط عمود الحديد، بترتيب كورنثي، مع قاعدة من مجموعات الكارافيل المتنوعة مع اتنين من الغرفين التي تمسك درع برشلونة. وهناك فاما المجنحة والعمود المقلم الذي يُشير إلى الساحل وتاج العمود مع تمثيل قارات أوروبا وأفريقيا واسيا والأمريكتان مع تاج كونتية برشلونة وشكل نص دائري يعلوه تمثال كولومبوس.